# Schulterbesatz
Schulterbesatz steht, im weitesten Sinne in der militärischen, zivilen und liturgischen Gestaltung vornehmlich der Oberbekleidung, für verschiedene Formen von Accessoires und Ausschmückungen im Schulterbereich einer Textilie.
Dazu zählen beispielsweise:
- Achselschnur
- Achselklappe
- Achselschlinge
- Achselstück
- Epaulette (hier auch: Schulterkette, Schulterschuppe)
- Schulterband
- Schulterklappe
- Schulterpolster
- Schulterstück

Beim Militär, vornehmlich bei der Gestaltung der Uniformen, kann der Schulterbesatz unter anderem zur Anzeige der Truppengattung, Corps-Zugehörigkeit und exakten Positionierung im Ranggefüge dienen. Entsprechend Auftrag, Zweck und Tradition war und ist der Schulterbesatz unterschiedlich gestaltet. Aufwand und Ausschmückung sind eher rückläufig.
Im Bereich der Zivilmode findet sich Schulterbesatz besonders häufig im Bereich der Damenoberbekleidung, in Form von die Schulter betonenden Accessoires. Dazu zählen Stickereien, Litzen und Federn, aber auch abgewandelte Formen des militärischen Schulterbesatzes, wie Epauletten und Schulterketten. Auch bestimmte Subkulturen, wie Rocker und Punks, nutzen Schulterbesatz als Teil ihrer Szenebekleidung. Der dann oft bewusst martialisch gestaltete Schulterbesatz umfasst hier häufig Schulterketten und sog. Killernieten (eng. Spikes).

## Galerie

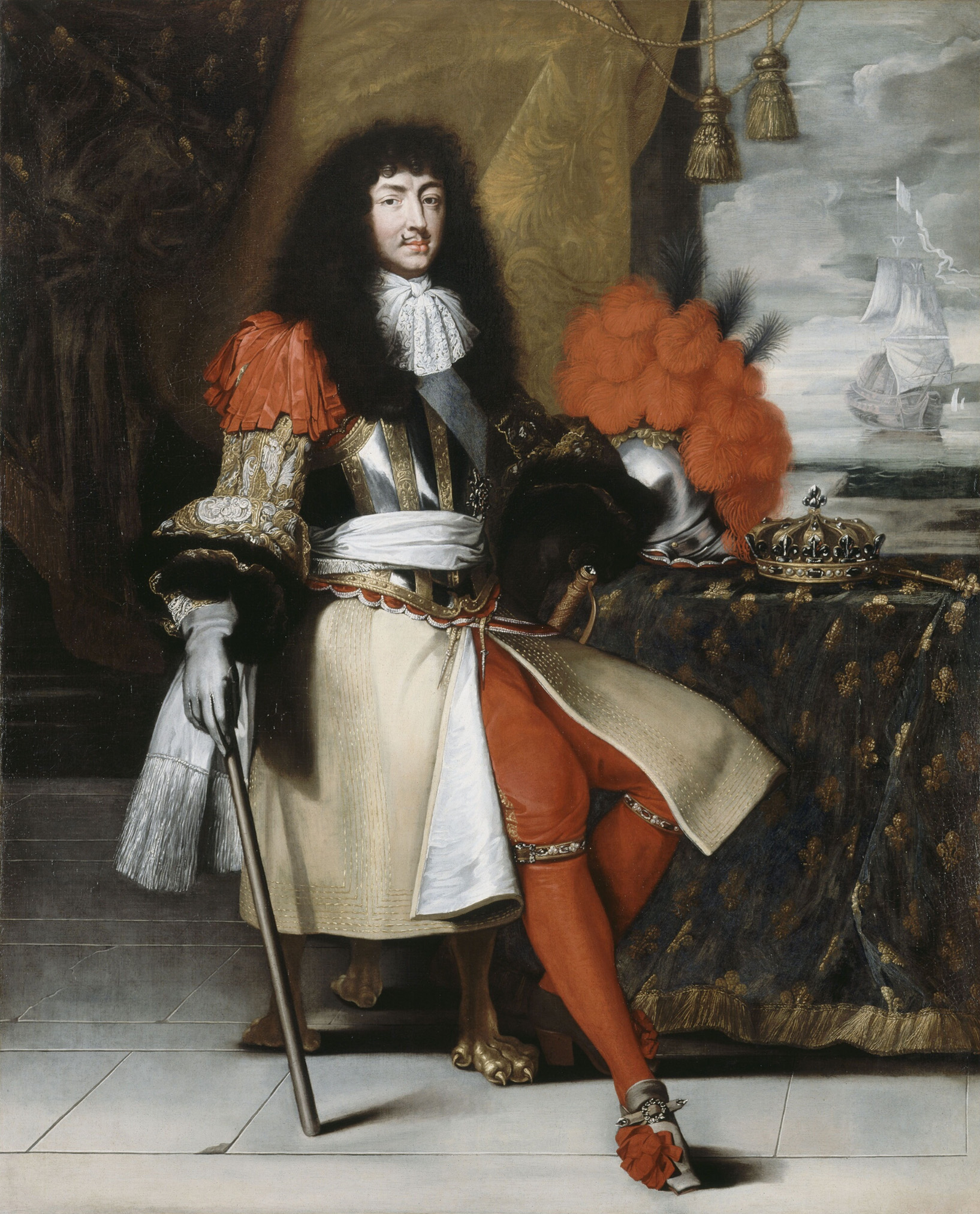
Ludwig XIV., mit roten Schulterbändern, 1670
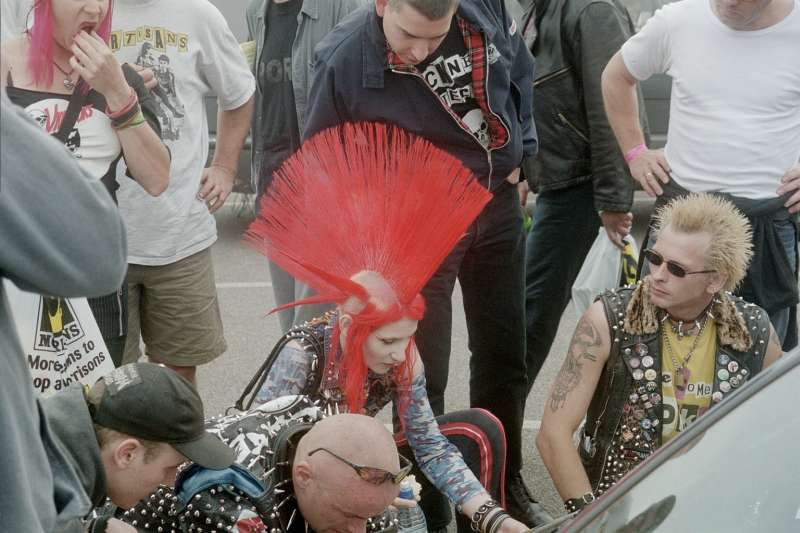
Punks, mit Nietenjacken und -westen, 2003
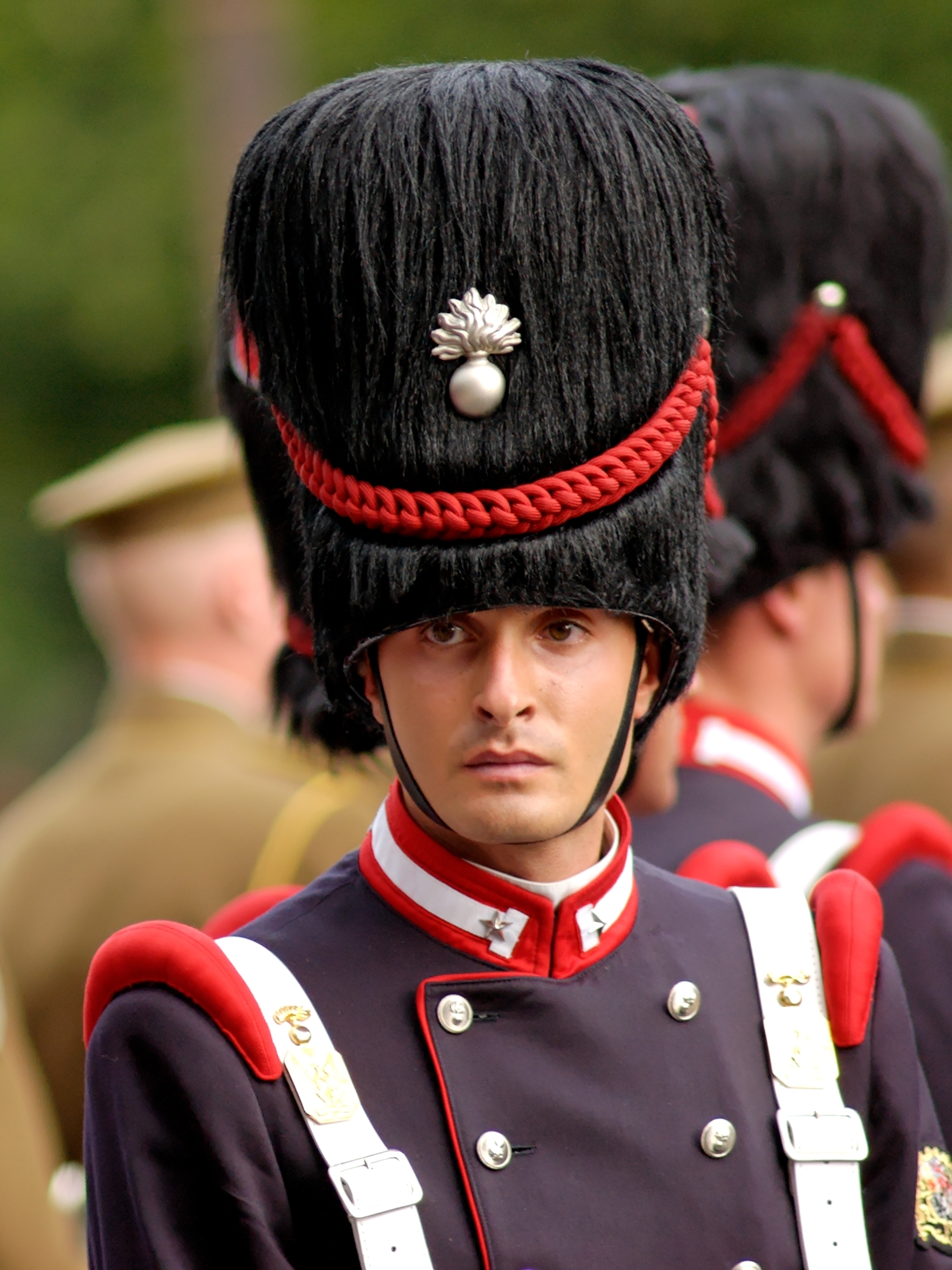
Grenadier Sardiniens, in traditioneller Uniform, mit roten Schulterwülsten zum Fixieren des Koppelzeugs, 2007